# Marmarica

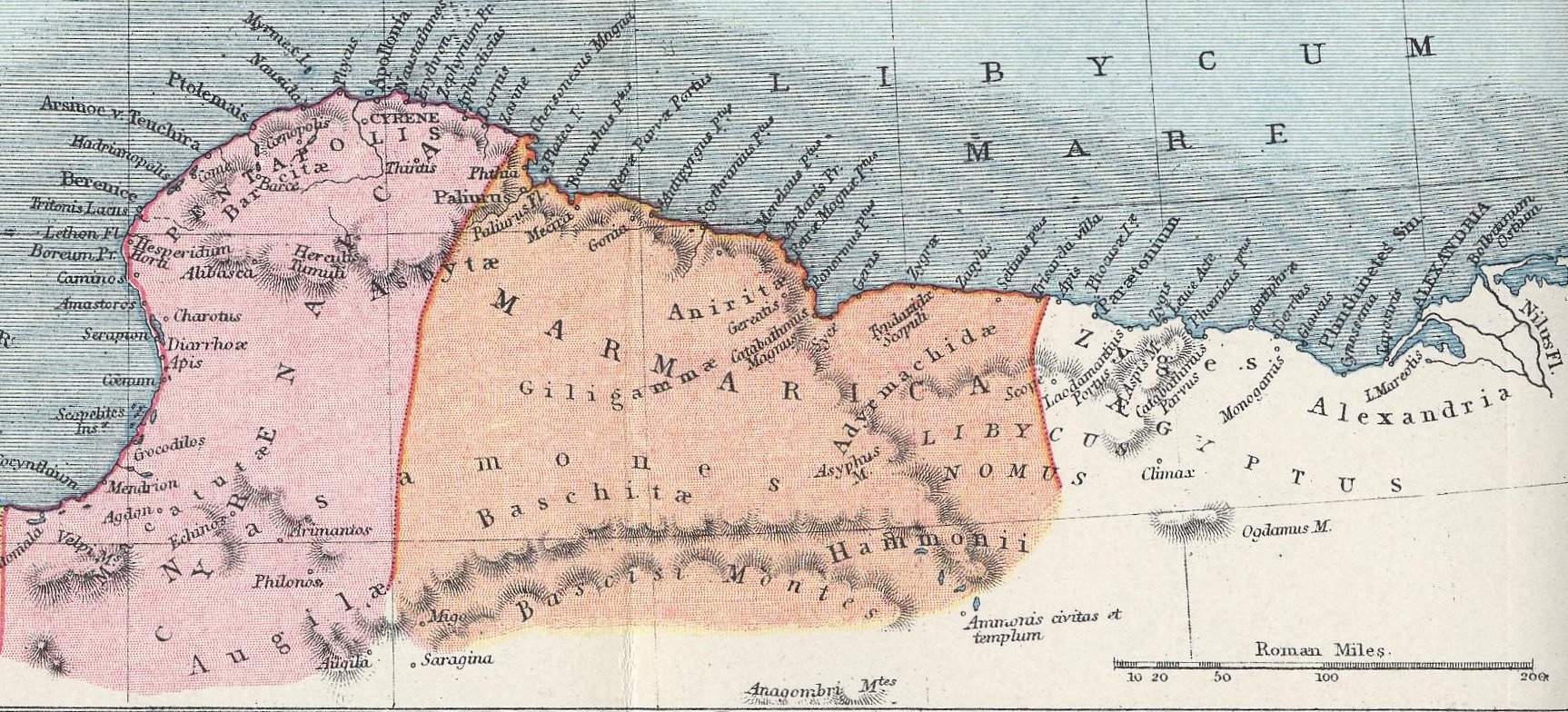
Marmarica

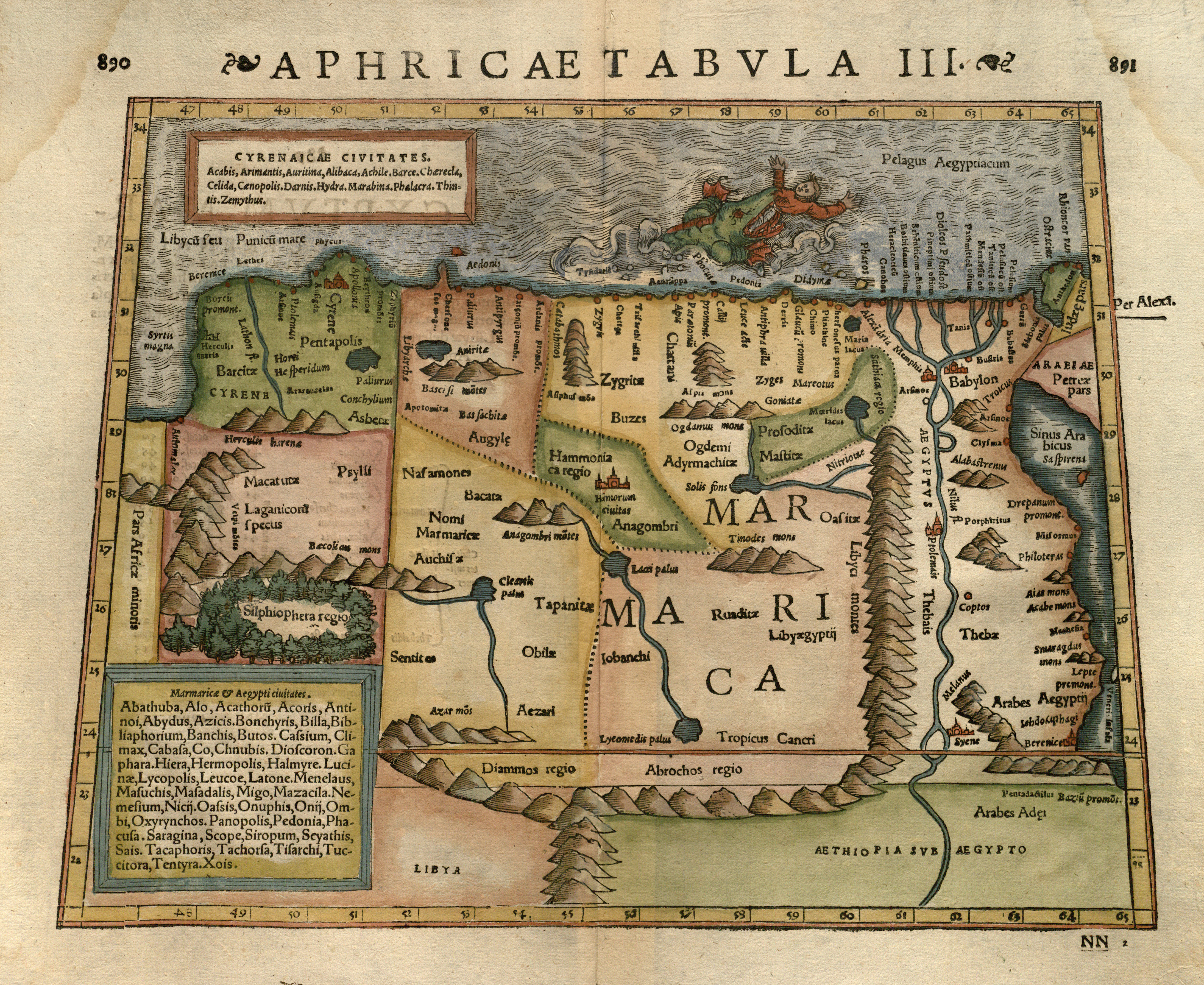
Sebastian Münster, Aphricae Tabula III, mit Marmarica, 1540

Die Marmarica (altgriechisch Μαρμαρική Marmarike) ist eine antike Landschaft an der Nordküste von Afrika zwischen Ägypten und Kyrenaia.
Die Bewohner nannte man Marmaridai (lateinisch Marmaridae).
Nach Pseudo-Skylax erstreckte sich deren Siedlungsgebiet von Apis in Ägypten aus westwärts.
Nach Ptolemäus dagegen erstreckt sich die Marmarica (die er als Nomos bezeichnet) von Darnis (dem heutigen Darna in Libyen) im Westen bis Petra Megale (dem heutigen Bardia, das fast an der heutigen ägyptisch-libyschen Grenze liegt) im Osten.
Im Itinerarium Antonini verläuft die westliche Grenze westlich von Limniade und Darnis.
Römischem Einfluss unterworfen wurden die Marmaridai nach Florus um die Zeitwende von Publius Sulpicius Quirinius im Zuge des Feldzuges gegen die Garamanten.
Sie gehörte zunächst zur Provinz Creta et Cyrene.
Die wenig zuverlässige Historia Augusta berichtet von erfolgreichen Kämpfen des Probus gegen die Marmaridai, wobei Tenagino Probus, damals Praefectus Aegypti, und nicht der spätere römische Kaiser Probus gemeint sein dürfte.
Unter Diokletian, in der Spätantike wurde das Gebiet auch als Libya inferior oder Libya Sicca bezeichnet, im Gegensatz zu der Libya superior genannten Kyrenaia. Sie war nun mit dem libyschen Nomos (der ägyptische Provinzeinteilung) kombiniert. Hauptstadt dieser Provinz war zunächst Paraitonion (Marsa Matruh), später dann Darna.
An der Wende vom 4. zum 5. Jahrhundert drangen libysche Stämme in das Gebiet ein. Die Bemühungen Justinians um eine Wiederherstellung alter und den Bau neuer Verteidigungsanlage führten zu einer vorübergehenden Sicherung der Marmarica.
643 wurde die Marmarica im Zuge der islamischen Expansion von Arabern erobert.